# Siri Derkert
Siri Derkert (Stockholm, 1888 — Lidingö, 1973) est une artiste peintre, illustratrice, modéliste et sculptrice suédoise.
Considérée comme l'une des artistes suédoises les plus importantes du XXe siècle, elle est aussi une militante pour la paix, le féminisme et des questions environnementales. Elle est la première femme à avoir une exposition personnelle au Moderna Museet de Stockholm.

## Biographie

### Jeunesse et formation
Siri Karin Derkert naît le 30 août 1888 dans la paroisse Adolphe-Frédéric de Stockholm,. Elle est l'un des sept enfants du marchand Carl Edward Johansson Derkert et d'Emma Charlotta Valborg, née Fogelin, couturière et grandit entre Stockholm et Norrköping dans un milieu aisé,.
Placée d'abord dans une école mixte Whitlock, elle reçoit sa première éducation artistique à l'école de peinture Caleb Althin de Stockholm, de 1904 à 1910. Elle poursuit ses études à l'Institut royal d'art de 1911 à 1913, une école très conservatrice dans laquelle les garçons et les filles ne reçoivent pas la même éducation. Une situation qui gène Derkert : fâchée contre le fait que les filles ne peuvent peindre des nus de garçons, elle lance une protestation d'étudiants.

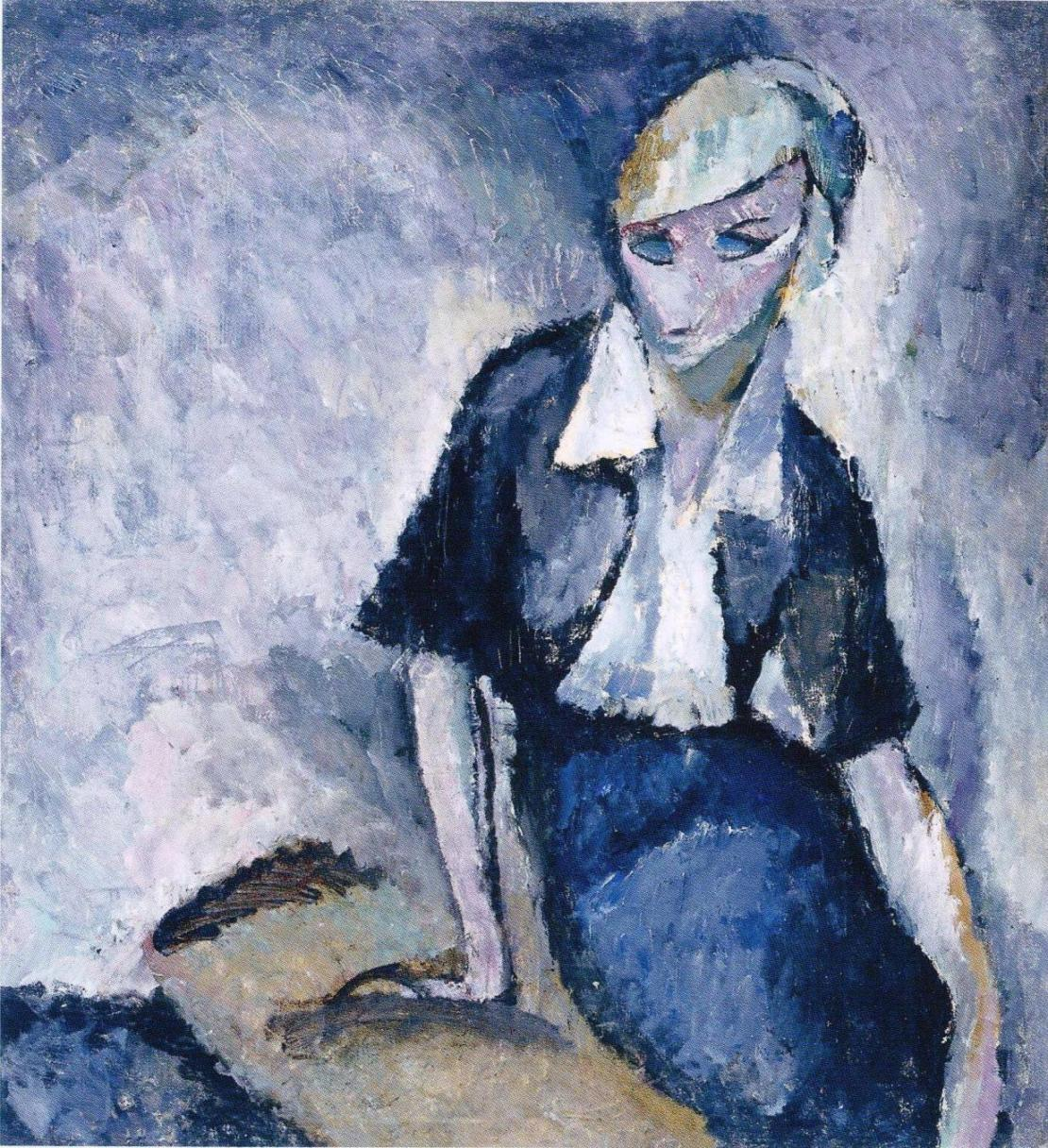
Siri Derkert, par Valle Rosenberg (1914).

En 1913, Derkert s'installe à Paris, où elle loue un grand studio en plein cœur de Montparnasse grâce à l'aide financière d'Anna Petrus. Elle étudie avec elles à l'Académie Colarossi et à l'Académie de la Grande Chaumière, où elle se lie d'amitié avec les sculptrices suédoises Ninnan Santesson et Lisa Bergstrand, qui lui ouvre le réseau des artistes scandinaves à Paris. Elle y découvre le langage visuel cubiste. En février 1914, les trois amies passent cinq semaines à Alger où Derkert s'initie à des couleurs plus vives et plus audacieuses. Elle peint quelques œuvres importantes, mais se fait voler la plupart d'entre elles lors de son voyage de retour en France. Elle entame une relation avec l'artiste fino-suédois Valle Rosenberg (sv) cette même année. Quand la guerre éclate, le couple séjourne un temps en Suède, mais quand elle découvre qu'elle est enceinte, elle le cache à sa famille. Le couple s'installe au printemps 2015 en Sicile, où le premier enfant de Siri, Carlo, est né,. En Italie, elle est très active artistiquement, introduisant des éléments modernistes influencés par le cubisme, dans des tons principalement gris, bleus et verts. Elle crée principalement des paysages et des autoportraits.

### Carrière d'illustratrice et de modéliste
Après avoir travaillé dans les années 1910 comme illustratrice de mode, Derkert peint des portraits et des natures mortes dans un style cubiste à facettes à partir de 1915-1916. Les couleurs sont froides et élégantes, des nuances plus claires et plus foncées composent les facettes de ces tableaux qui sont très différents de sa peinture ultérieure.
Le couple a des problèmes économiques, et Siri rentre à Stockholm au printemps 1916, laissant Valle et Carlo en Sicile. Leur ambition d'exposer ensemble ne se concrétise jamais et elle finit par exposer ses tableaux cubistes siciliens dans l'exposition de groupe « Den fri udstilling » qui se tient à Copenhague en 1919, puis dans la galerie d'art Liljevalch à Stockholm deux ans plus tard. Après cela, elle laisse de côté la peinture pendant près de dix ans.
À Stockholm, elle intègre un collectif d'artistes, parmi lesquels son amie Anna Petrus. Avec sa sœur Sonja et Märta Kuylenstierna, elle monte un spectacle de danse à l'Intiman en mai 1917, pour lequel elles font tout : de la production à la composition de la musique et la chorégraphie, en passant par les costumes. Derkert est engagée par Elisabeth Glantzberg (en) pour produire des vêtements pour les collections de Birgittaskolorna. 
En 1917, Siri Derkert rencontre l'illustrateur suédois Bertil Lybeck (sv), et a deux filles avec lui : Liv (1917-1938) et Sara (née en 1920). Toutes deux naissent à Copenhague, elles aussi dans le secret, et finissent par être placée dans une famille d'accueil dans leur ville de naissance,. Vers fin 1919 - début 1920, Rosenberg meurt d'une longue maladie, mais Carlo reste en Italie. La relation entre Derkert et Lybeck ne dure pas longtemps après la naissance de Sara, mais ils se marient pour légitimer leurs filles,. Derkert voyage entre Stockholm, Paris et Copenhague, aux frais de Birgittaskolorna ou du journal Idun qui l'emploient et voit ses filles au Danemark dès qu'elle en a l'occasion. Elle termine sa collaboration avec Birgittaskolorna en 1921 puis en entame une nouvelle avec Bonniers Veckotidning, de 1923 à 1924.

### Carrière artistique
Elle recommence à peindre dans les années 1920, dans un style réaliste. À partir de 1924, les trois enfants de Siri Derkert chez elle à Stockholm. Elle s'installe ensuite à Simpnäs (sv), dans l'archipel au nord de Norrtälje. Ses enfants et son entourage adulte sont les principaux motifs de sa production artistique, qu'elle représente à la fois dans des portraits fixes et des scènes vivantes,. Siri Derkert vit dans une certaine précarité pendant de nombreuses années, ce qui lui pose des problèmes pour protéger ses œuvres. Ses miniatures sont néanmoins exposées à la galerie d'art Gummeson de Stockholm et à l'exposition de Stockholm de 1930 et tient sa première exposition personnelle à la galerie d'art franco-suédoise de Stockholm en 1923.
À partir de 1931, Siri Derkert vit dans un chalet à Lidingö. En 1933, la vie de Siri change et l'art devient plus introspectif, trahissant une grande anxiété et une grande insécurité. Les formes réalistes sont dissoutes, seuls quelques traits donnent un aperçu du sujet. La peinture extatique détruite par la forme est remplacée à la fin de la décennie par un nouvel intérêt pour les problèmes de forme, qui pendant les années de guerre s'expriment dans la sculpture.
De 1936 à 1937, Siri Derkert et sa fille Liv s'installent à Paris et fréquentent une école d'art ensemble. Siri intègre la délégation suédoise qui participe à l'exposition parisienne « Les femmes artistes d'Europe exposent au Jeu de Paume » en 1937. Mais sa fille souffre de la tuberculose pendant plusieurs années et en meurt en 1938. Siri Derkert accuse le coup et reste inactive pendant plusieurs années.
En septembre 1943, elle enseigne à la {Kvinnliga medborgarskolan vid Fogelstad (École citoyenne pour femmes de Fogelstad). Elle fait plusieurs croquis des femmes responsables de l'école, parmi lesquelles Honorine Hermelin et Ada Nilsson. Ce séjour s'avère une source d'inspiration pour ses œuvres ultérieures : elle est à nouveau saisie d'un désir d'expérimentation qui conduit à un retour au cubisme et à de nouvelles formes d'expression comme le collage et tend vers un art sculpté dans le métal ou le béton plus primitif et simplifié.
Siri Derkert commence à véritablement se faire un nom lors de l'exposition au Stenmans dotter en 1944, alors âgée de 56 ans. Elle présente ensuite ses premières pièces modernistes à Paris en 1953.

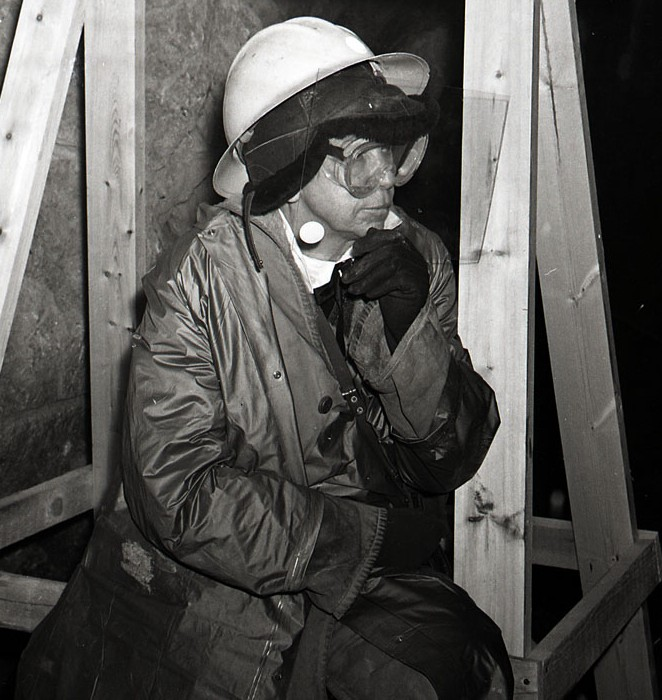
Siri Derkert en train de travailler sur son œuvre pour la station de métro Östermalmstorg, en 1962.

Elle entame ensuite une révolution dans son art, faisant des recherches sur de nouveaux matériaux, méthodes et motifs pour sa production artistique. C'est ainsi qu'elle privilégie le ciment et la bande de fer à partir des années 1960. Elle produit ainsi sa première œuvre publique, Kvinnopelaren (« Pilier des Femmes »), sur le quai supérieur de la station de métro T-Centralen à Stockholm entre 1956 et 1958. Son chef-d'œuvre est Ristningar i naturbetong (« Caillebotis en béton naturel »), destinée à la station de métro Östermalm, inaugurée en 1965. « Elle y résume son art, son activisme politique en faveur des questions féminines et les femmes qui se sont battues pour les choses qu'elle soutenait — à savoir les questions féminines, la paix et l'environnement — comme Elin Wägner ». Une œuvres est Sverigeväggen (« Mur suédois »), un relief en béton et acier inoxydable pour la Maison de la Suède, à Kungsträdgården (Stockholm), achevée en 1967.
Elle travaille également sur des collages et des textiles, comme la tapisserie intitulée Vad sjunger fåglarna? (« Que chantent les oiseaux ? »), en 1965, réalisée pour la salle de réunion de la mairie de Höganäs.
En avril 1960, Siri Derkert devient la première femme à avoir une exposition personnelle au Moderna Museet de Stockholm avec « Rörelser i alla riktningar » (Mouvements dans toutes les directions). Elle enchaîne ensuite les expositions au musée d'Art moderne Louisiana, au Danemark, et à Amsterdam, et fait partie des artistes exposé au nouveau pavillon scandinave de la Biennale de Venise en 1962.

### Engagement politique et dernières années
Siri Derkert est toute sa vie une ardente défenseuse de la paix, du féminisme et des questions environnementales, à travers son engagement politique et son art. Cet engagement débute au début des années 1940, lors de son séjour à Fogelstad, où elle rencontre plusieurs femmes libérales, radicales et indépendantes, et s'amplifie lors de l'essor du mouvement pacifiste suédois dans les années 1950, lorsque Derkert prend la tête de la section de Stockholm de la Svenska Kvinnors Vänsterförbund (Association suédoise des femmes de gauche) jusqu'en 1955,. À cette époque, les services de sécurité suédois surveillent tous les participants à ce nouveau mouvement et par conséquent ses activités sont méticuleusement enregistrées dans leurs dossiers.
Elle reçoit la médaille du Prince Eugène en 1960 et en juillet de la même année, elle reçoit le prix international Guggenheim de 1 000 $ pour son tableau Fågel i topp (« Oiseau au sommet »).
Lorsque Apollo 11 se pose sur la lune en 1969, la radio suédoise invite quelques personnalités suédoises célèbres à commenter l'événement pendant l'émission. Derkert est choisie pour parler avec l'ancien chef du parti communiste suédois Carl-Henrik Hermansson et l'archevêque Ruben Josefson (en). Elle a été décrite par Martin Gustavsson comme une « marxiste motocycliste aimant les oiseaux ».
Siri Derkert pratique son art et expose jusqu'à sa mort, survenue le 28 avril 1973 à Lidingö. Elle est enterrée au cimetière de Lidingö.

## Œuvre

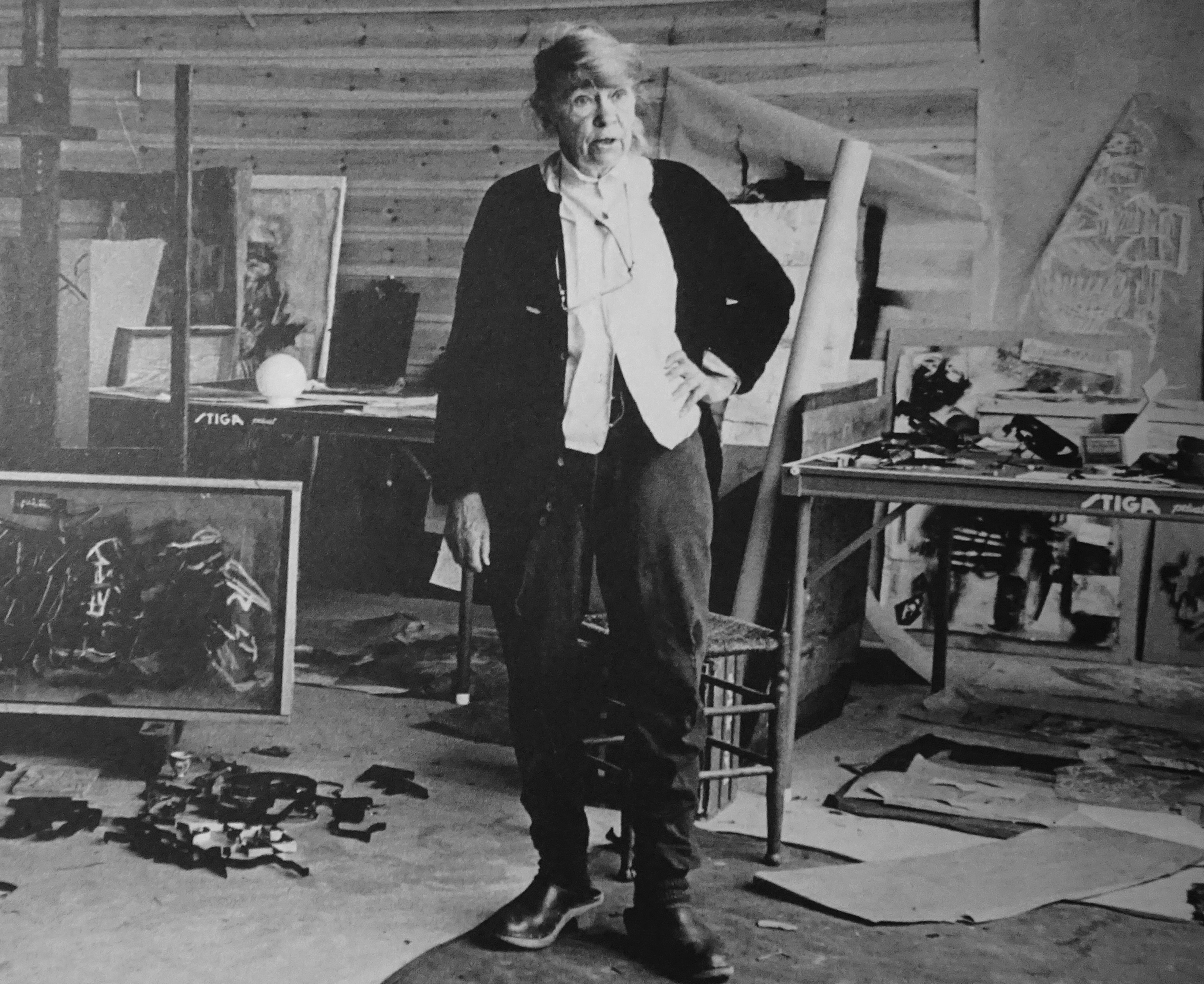
Siri Derkert dans son atelier, en 1966.

Siri Derkert est connue comme une artiste avec un style personnel et expressionniste fort. Dans ses premières œuvres, en particulier celles de son séjour à Paris, on peut trouver des éléments du cubisme et du fauvisme. Elle réalise des peintures de figures en niveaux de gris, en utilisant principalement des pastels, ainsi que des peintures d'intérieurs et des portraits d'enfants. Ce n'est que dans les années 1940 qu'elle perce réellement dans le milieu artistique. Cela coïncide avec son nouvel engagement politique dans le mouvement pour la paix et les questions féministes. Elle est considérée comme l'une des artistes suédoises les plus importantes du XXe siècle.

### Illustration et œuvres diverses
Siri Derkert a conçu des planches de mode (en), des collections de mode et des costumes dans les années 1910 et au début des années 1920. Le cubisme et le modernisme se reflètent dans ses créations avec des formes géométriques et des motifs réalisés à partir de la superposition de tissus et de l'enfilage de perles pour créer des formes carrées et rectangulaires. Les perles et les riches couleurs qu'elle utilise reflète également l'influence orientale et égyptienne dans ses costumes. À cette époque, le ballet russe a une forte influence sur la création de mode et inspire notamment un spectacle de danse d'avant-garde qu'elle participe à produire en 1917, en s'inspirant aussi d'Isadora Duncan. Le spectacle de danse est produit dans un théâtre de Stockholm, l'Intiman, avec la collaboration de l'artiste Anna Petrus, de Märta Kuylenstierna et de sa sœur Sonja Derkert. Ensemble, elles sont responsables de la direction, de la mise en scène et de la chorégraphie et combinent de nombreuses formes d'art dans une œuvre d'art totale utilisant la danse, les costumes, la musique et les décors. Bien qu'elles n'aient jamais créé de suite, les costumes ont reçu reconnaissance et compliments ; ils ont été conçus dans une école de formation de couturiers connue sous le nom de Birgittaskolan (en), où Derkert produisait deux collections par an. Siri Derkert portait elle-même des vêtements de style bohème, y compris des pantalons d'homme. C'était courant chez les femmes artistes de l'époque pour souligner la modernité et la libération.

### Œuvres publiques
Elle se fait connaître d'un plus grand public lorsqu'on lui a demandé de faire de l'art dans la station Östermalmstorg du métro de Stockholm. Cette station ayant été conçue pour servir d'abri en cas de guerre nucléaire, Derkert a rempli les murs de messages de paix, de féminisme et de notes de chansons révolutionnaires.
Elle réalise d'autres œuvres publiques notables :
- Kvinnopelaren (« Pilier des Femmes »), sculptures en béton sur le quai supérieur de la station de métro T-Centralen à Stockholm (1956–1958)
- Ristningar i naturbetong (« Caillebotis en béton naturel »), sculptures en béton sablé dans la station de métro Östermalmstorg à Stockholm (1962–1964)
- Vi – We – Nous (« Nous » en suédois, anglais et français), tapisserie au lycée Hersby, à Lidingö, Stockholm (1962)
- Sverigeväggen (« Mur suédois »), relief en béton et acier inoxydable pour la Maison de la Suède, Kungsträdgården, à Stockholm (1967)
- Ren luft – rent vatten (« Air pur - eau propre »), sculpture en aluminium, Gullingeskolan in Tensta (1968–1972)
- Senapsträdet och himmelens fåglar (« Le moutardier et les oiseaux du ciel »), reliefs en béton, bibliothèque publique de Skövde kulturhus (1959–1969)
- Une série de dalles de béton avec des sculptures à l'extérieur de l'édifice, pour l'explosition Stockholm International Fairs (en).

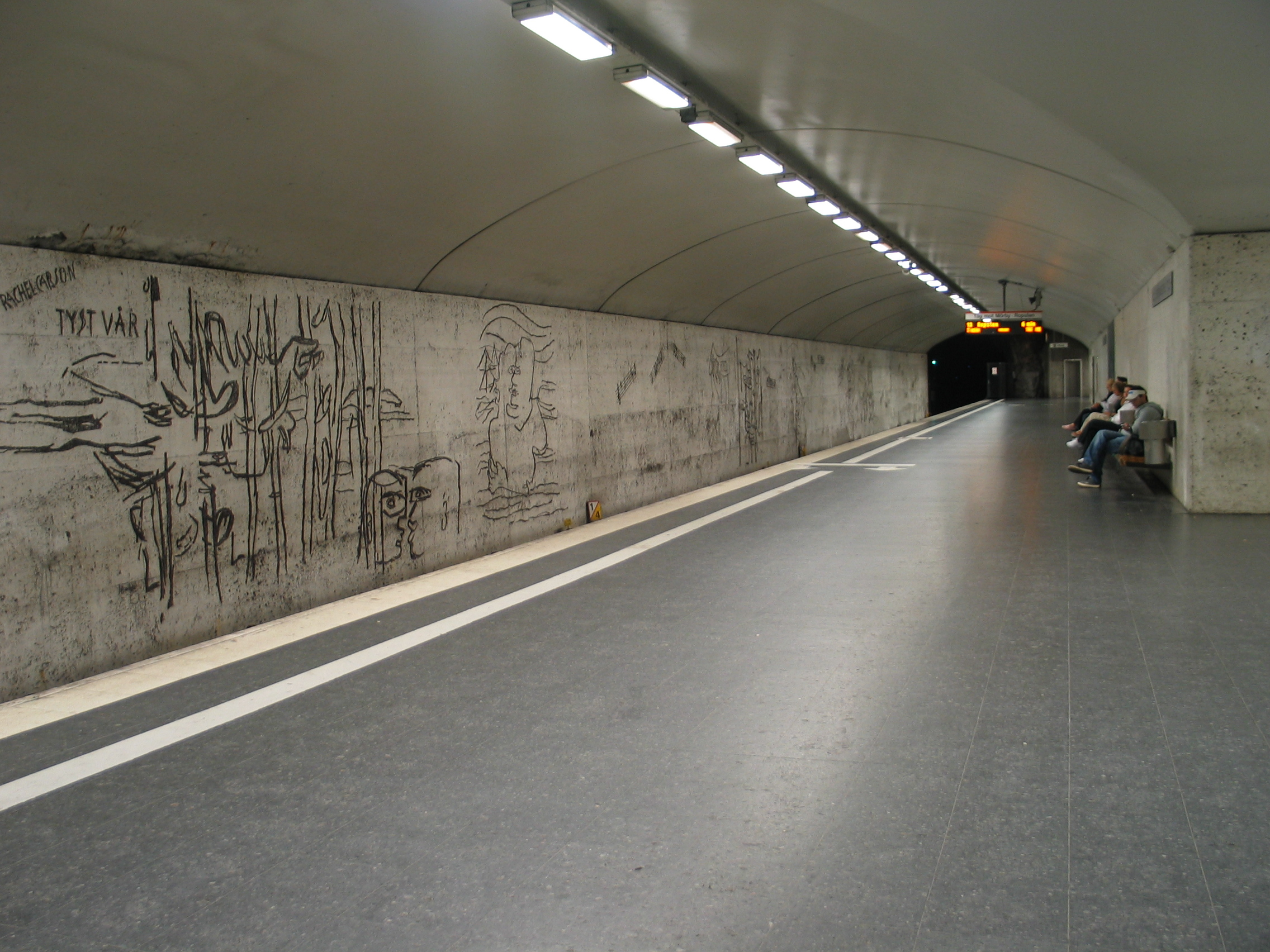
Intérieur de la station Östermalmstorg, avec les œuvres de Siri Derkert.
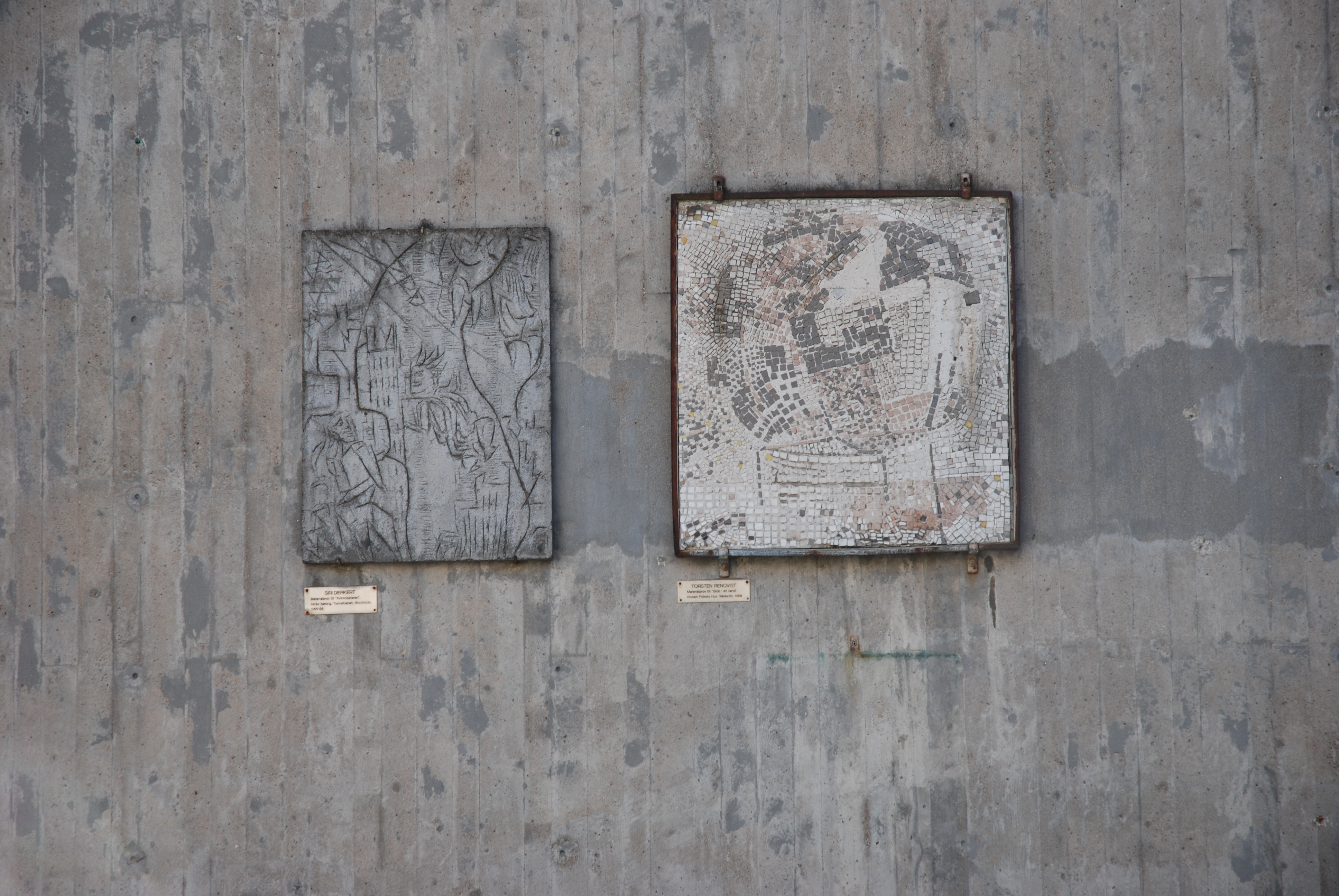
Prototypes pour Kvinnopelaren dans la station de métro T-centralen à Stockholm, motifs sablés dans le béton, 1956-1958.
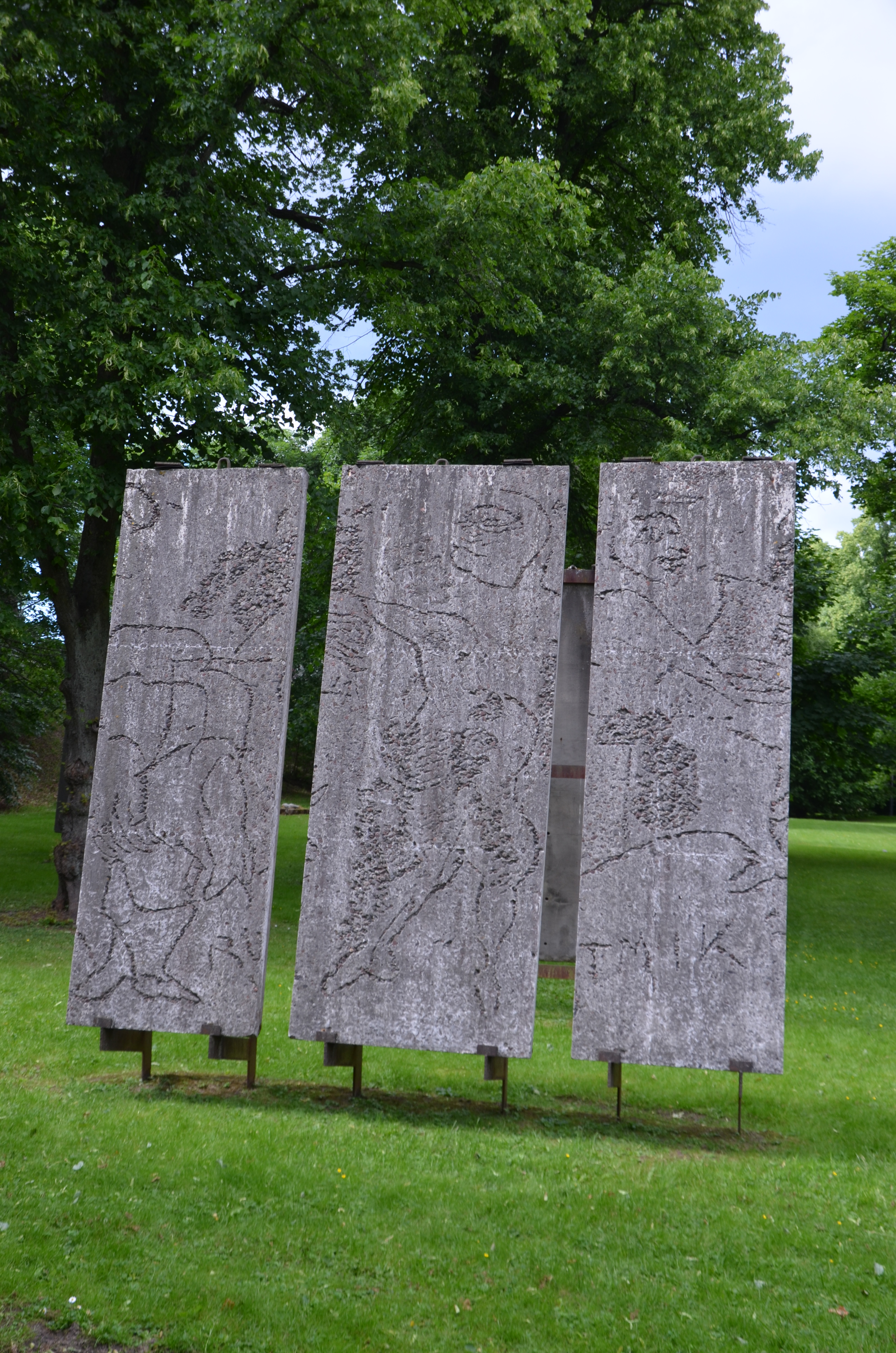
Sculptures en béton à l'extérieur de l'Älvsjömässan à Älvsjö, à Stockholm.
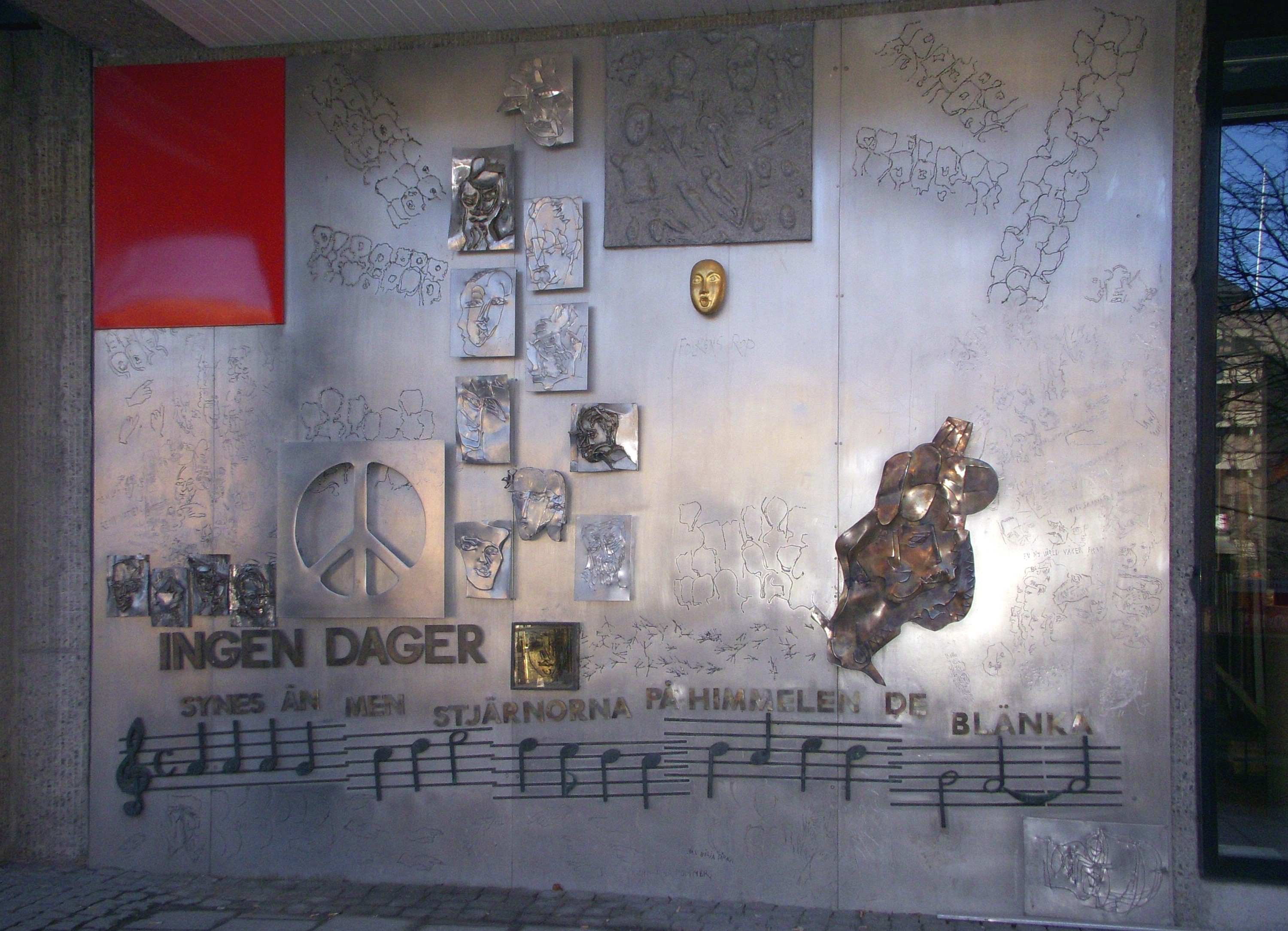
Sverigeväggen, Kungsträdgården, Stockholm.
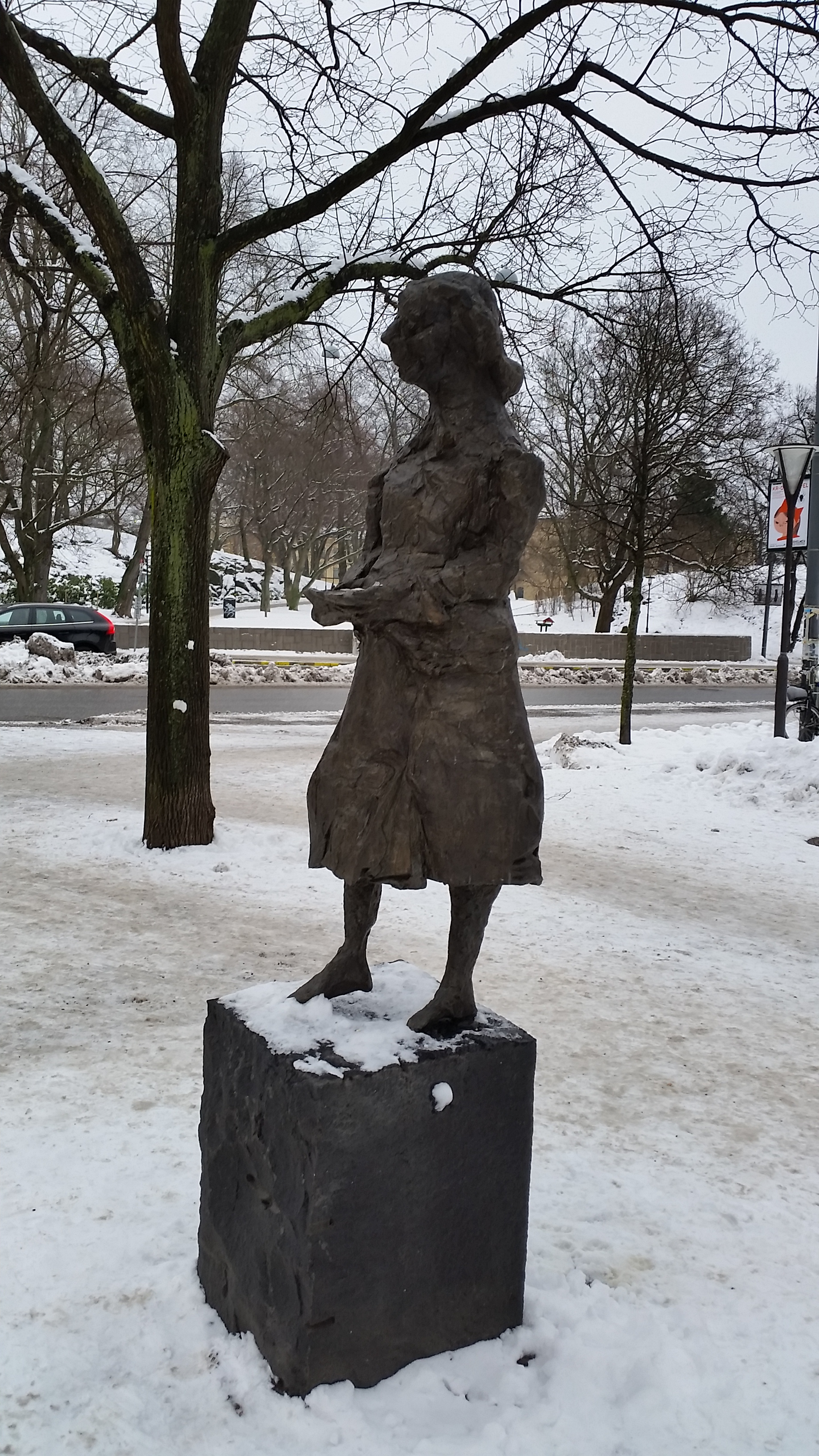
Elin Wägner håller tal (Elin Wägner prononçant un discours), Vasastan, Stockholm.

### Conservation
Les œuvres de Siri Derkert sont conservées dans diverses institutions muséales :
- Finlande
  - Musée d'Art Ateneum, Helsinki[14]

- Suède
  - Nationalmuseum, Stockholm[15]
  - Moderna Museet, Stockholm[5]
  - Musée des esquisses, Lund[16]
  - Musée des Beaux-Arts de Göteborg, Göteborg[16]

## Postérité
Un timbre représentant l'une de ses œuvres émis par le service postal suédois en 1982, pour célébrer le centenaire de l'écrivaine Elin Wägner.